# 4-pentenonitrilo
El 4-pentenonitrilo, también llamado 4-ciano-1-buteno y alilacetonitrilo, es un compuesto orgánico de fórmula molecular C5H7N. Es un nitrilo semejante al valeronitrilo pero, a diferencia de este, posee un enlace doble en el extremo opuesto al grupo funcional C≡N.

## Propiedades físicas y químicas
A temperatura ambiente, el 4-pentenonitrilo es un líquido incoloro —o de color ligeramente amarillo— que tiene una densidad inferior a la del agua (ρ = 0,814 g/cm³).
Tiene su punto de ebullición a 143 °C mientras que su punto de fusión —valor estimado y no experimental— está en el rango comprendido entre -47 y -62 °C.
Su solubilidad en agua es de 7 g/L y el valor del logaritmo de su coeficiente de reparto, logP = 0,90, indica que es más soluble en disolventes apolares —como el 1-octanol— que en disolventes polares.
En forma de vapor, su densidad es 2,79 veces mayor que la del aire.
En cuanto a su reactividad, el 4-pentenonitrilo es incompatible con agentes oxidantes fuertes.

## Síntesis y usos
El 4-pentenonitrilo se sintetiza a partir de su isómero 3-pentenonitrilo, utilizando hidruro de níquel catiónico o por isomerización catalizada con cobalto.
La anterior reacción de isomerización también puede llevarse a cabo a alta temperatura empleando diversos catalizadores, tales como resinas ácidas de intercambio iónico, zeolitas ácidas, aluminosilicatos amorfos o carbón activado, en todos los casos con la presencia de un metal noble del grupo 8 de la tabla periódica.
Por otra parte, el 4-pentenonitrilo experimenta hidrocianación en presencia de complejos de níquel bidentado —que actúan también como catalizadores— para dar 3-pentenonitrilo.
Otra reacción del 4-pentenonitrilo es la que tiene lugar en fase gaseosa con radicales -OH y átomos de cloro en presencia de aire sintético y diversos compuestos de referencia.
El 4-pentenonitrilo ha sido identificado como un componente fundamental del aceite esencial de una crucifera argelina endémica llamada Pseudocytisus integrifolius (Salisb.) Rehder, constituyendo el 31,7% del mismo.
Se ha estudiado la actividad antibacteriana de dicho aceite habiéndose descubierto que es eficaz en la inactivación de Escherichia coli y Pseudomonas aeruginosa pero ineficaz en la inactivación de Staphylococcus aureus.
El 4-pentenonitrilo es un intermediario en el proceso de elaboración de adiponitrilo —compuesto importante para la fabricación de nylon-6,6 y productos relacionados—  a partir de butadieno; en la etapa final de dicho proceso, el 4-pentenonitrilo es sometido a una nueva hidrocianación para generar el adiponitrilo.

## Precauciones
El 4-pentenonitrilo es un compuesto combustible que tiene su punto de inflamabilidad a 60 °C. Al arder puede emitir humos tóxicos conteniendo monóxido de carbono.
Es una sustancia tóxica si se ingiere, inhala o se absorbe por la piel. Provoca irritación en piel, ojos y aparato respiratorio.